# Roberta Toffanin
Roberta Toffanin (Padova, 29 aprile 1968) è una politica italiana.
È stata senatrice della Repubblica dal 23 marzo 2018 al 12 ottobre 2022 per Forza Italia.

## Biografia
Nata a Padova ma residente a Noventa Padovana (Padova), sposata, laureata in lingue e letteratura francese all'Università di Padova, dal 1994 è imprenditrice nel settore artigianale della legatoria e socia dell'azienda di famiglia con il ruolo dirigente amministrativo.
Iscrittasi a Forza Italia nel 2001, di cui diventa coordinatrice comunale del partito a Noventa Padovana il 13 dicembre 2004, aderisce alla sua confluenza nel Popolo della Libertà (PdL) nel 2009.
Da settembre 2009 a gennaio 2011 è stata membro effettivo della sotto commissione elettorale provinciale.
Alle elezioni comunali in Veneto del 2011 si candida a sindaco del comune di Noventa Padovana, sostenuta dalla lista Noventa Volta Pagina, raccogliendo il 29,59% dei voti e venendo sconfitta dal candidato di centro-sinistra Luigi Alessandro Bisato (49,06%). Viene comunque eletta consigliera comunale, in quanto candidata sindaca non eletta, e rimanendo in carica fino al 2016.
Alle elezioni politiche del 2013 è stata candidata al Senato della Repubblica, tra le liste del PdL nella circoscrizione Veneto in diciannovesima posizione, risultando tuttavia non eletta.
Il 16 novembre 2013, con la sospensione delle attività del PdL, aderisce alla rinascita di Forza Italia, venendo nominata nel 2014 coordinatrice provinciale di Padova e ricoprendo il ruolo fino al 2015.
Alle elezioni regionali in Veneto del 2015 si candida con Forza Italia, a sostegno del presidente uscente leghista Luca Zaia, raccogliendo 1.237 preferenze nel collegio di Padova ma risultando non eletta.
Alle elezioni politiche del 2018 viene ricandidata al Senato nel collegio uninominale Veneto - 04 (Rovigo), sostenuta dalla coalizione di centro-destra in quota forzista, venendo eletta senatrice con il 44,83% dei voti e superando i candidati del Movimento 5 Stelle Micaela D'Aquino (28,2%) e del centro-sinistra, in quota PD, Pier Paolo Baretta (20,39%). Nella XVIII legislatura della Repubblica è stata segretaria della 11ª Commissione Lavoro pubblico e privato, previdenza sociale (2018-2020), vicepresidente della 6ª Commissione Finanze e tesoro (2020-2022), componente della Commissione parlamentare per le questioni regionali (2018-2022) e della Commissione parlamentare d'inchiesta sul gioco illegale e disfunzioni del gioco pubblico (2021-2022), facendo anche da relatrice di minoranza di diversi provvedimenti.
Nel 2018 ha partecipato a una raccolte firme contro il decreto Dignità del governo Conte I.
Alle elezioni europee del 2019 viene candidata al Parlamento europeo, tra le liste di Forza Italia nella circoscrizione Italia nord-orientale, raccogliendo 5.506 preferenze e piazzandosi in sesta posizione ma risultando non eletta.
Ad aprile 2021 viene nominata responsabile nazionale del dipartimento Lavoro di Forza Italia.
Alle elezioni politiche anticipate del 2022 viene ricandidata al Senato, tra le liste di Forza Italia nei collegi plurinominali Veneto - 01 come capolista e Veneto - 02 in seconda posizione, ma risulta non eletta e rimanendo esclusa dal Parlamento per la XIX legislatura.